# Districte de Pafos
Districte de Pafos és un dels sis districtes de Xipre i situat a la part occidental de Xipre. La principal ciutat i capital és Pafos. Tot el districte sencer és controlat pel govern reconegut internacionalment de Xipre. Hi ha quatre municipis al districte de Pafos: Paphos, Yeroskipou, Peyia, i Polis Chrysochous.
Té una extensió de 1.393 km², que constitueix el 15,1% de l'extensió de l'illa, i una població el 2001 de 66.364 habitants. La zona costanera es troba plena de golfs, coves, caps, platges i petites illes. El districte es pot dividir en tres regions morfològiques: la planura costanera, d'una extensió de 200 metres cap a l'interior, una àrea de turons que s'estén des de la planura fins a les roques ígnies del bosc de Pafos, i la zona muntanyenca. Al nord-oest hi ha la península d'Akamas.